# Angelo Varetto
Angelo Varetto, nacido el 10 de octubre de 1910 en Turín y fallecido el 8 de octubre de 2001 en Milán, fue un ciclista italiano que fue profesional de 1934 a 1938.

## Palmarés
1936
- Milán-San Remo